# Rosemaling

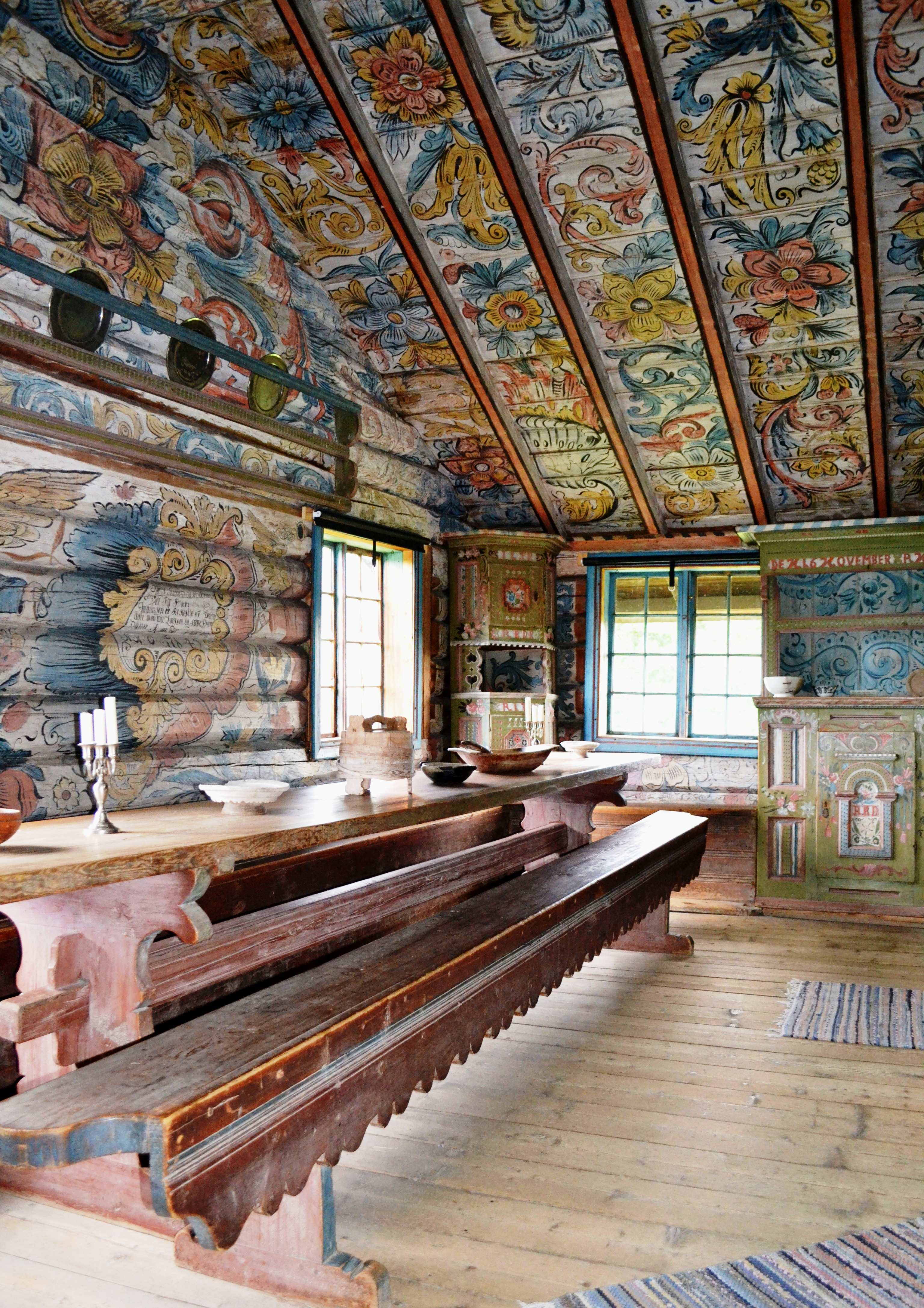
I decori murali di Rambergstugo, un edificio nel Telemark, sono stati realizzati da Olav Hansson (1760–1843)

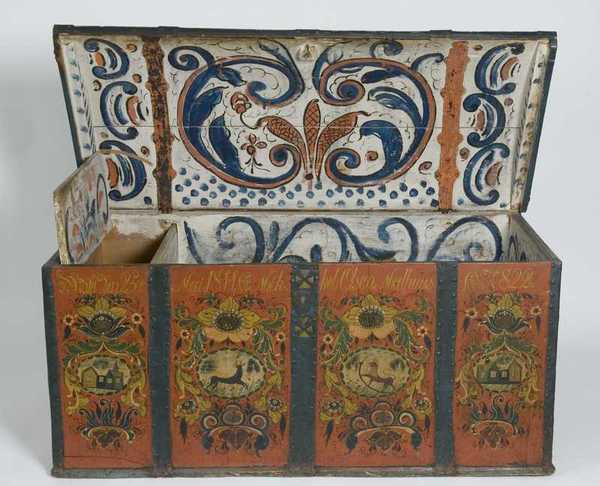
Una cassapanca decorata (1844)

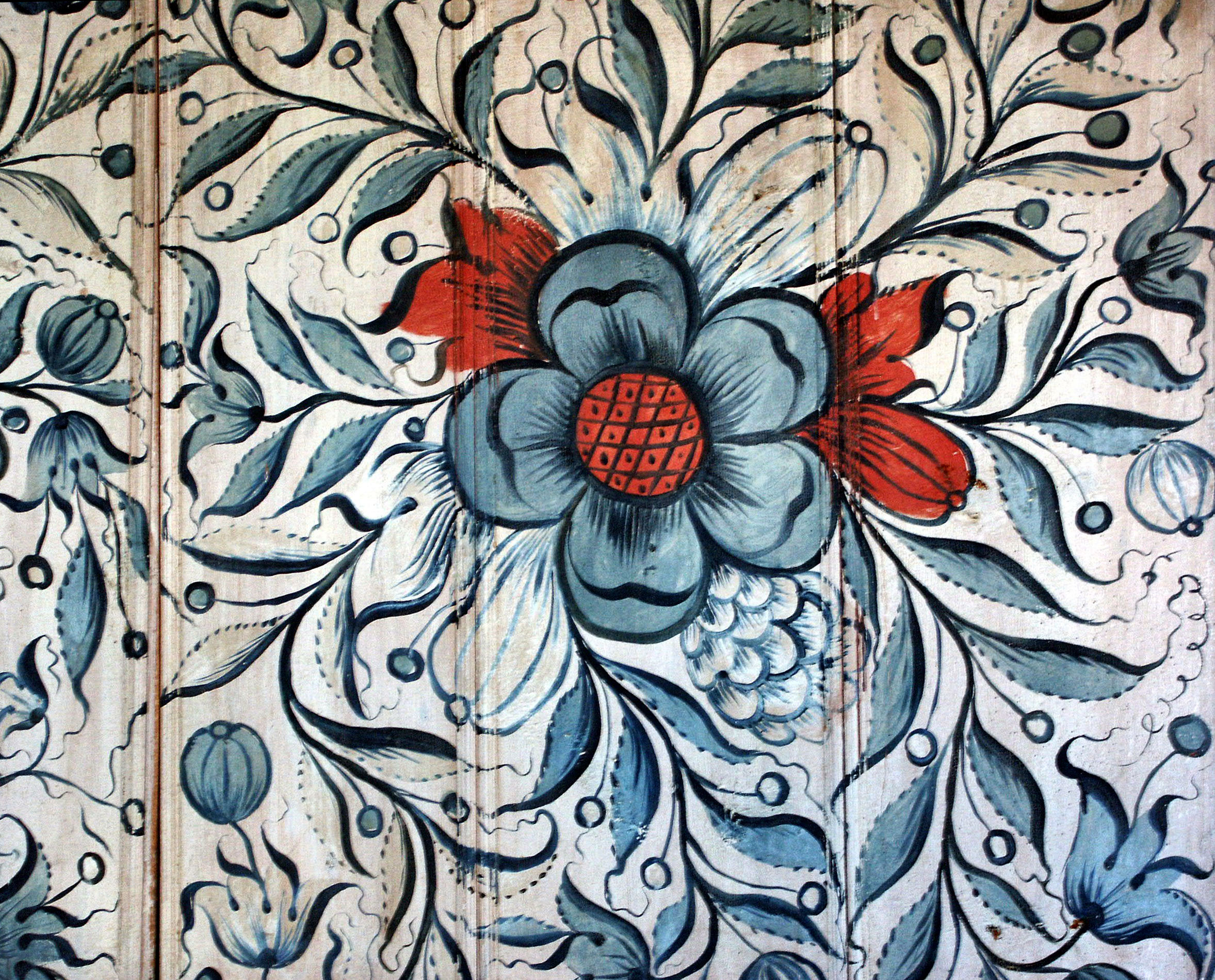
Dettaglio dei decori della stavkirke di Uvdal

Rosemaling (tradotto dal norvegese "pittura a rose") è il nome di uno stile decorativo popolare utilizzato nella decorazione di oggetti, mobili e interni diffuso in diverse zone rurali della Norvegia dagli inizi del 1700 fino alla fine del 1800 circa.
Lo stile era diffuso in particolare nelle aree interne del paese, nel Telemark e nell'Hallingdal, ma anche nel Numedal e nel Setesdal e in altre valli del Vest-Agder, dell'Hordaland, del Sogn og Fjordane e del Rogaland.
Il nome deriva dai termini ros, decorare e male dipingere, i motivi sono principalmente costituiti da fiori e foglie ma anche motivi geometrici e scritte decorative che riempiono le superfici con linee decise e combinazioni di colori vivaci. 
Presenti nella decorazione degli interni, pareti, soffitti e infissi, i motivi erano usati anche per decorare oggetti e arredi, tra gli oggetti il più frequente è la cassapanca, altri oggetti sono ante di armadi, testate di letti ma anche piatti e altri suppellettili di uso quotidiano.

## Storia
Le origini del rosemaling sono riconducibili all'arte vichinga del periodo dell'800 d.C. quando elaborati motivi intarsiati decoravano le fiancate delle navi; successivamente, nell'epoca della nave di Oseberg, appare il motivo del serpente attorcigliato e che azzanna altri animali. Nel IX secolo i Vichinghi acquisiscono il motivo della foglia d'acanto, diffuso nell'arte greca e romana, che si inserisce nei motivi zoomorfi spesso alle estremità degli animali raffigurati. Nella tarda epoca vichinga diventano prevalenti i motivi fitomorfi, spesso molto raffinati. Nell'epoca tardo-vichinga, nello stile di Urnes, si ha il ritorno alle figure zoomorfe intrecciate con vegetali; una testimonianza ne è il portale della Stavkirke di Urnes risalente all'inizio del XII secolo. In generale nelle numerosissime stavkirke di cui non rimane traccia, erano diffusi i decori intagliati nel legno; frequente il motivo della foglia di acanto intrecciata con animali, ma anche da sola e con altri elementi decorativi. 
Il crollo demografico dovuto alla peste del 1349 e alle sue conseguenze fu una delle cause dell'abbandono e decadenza di gran parte delle stavkirke; solo dopo il 1600 iniziò un'attività di decoro degli interni di quelle rimaste, e apparvero i primi dipinti murali. In quest'epoca arrivò in Norvegia il barocco, già fiorente nel resto d'Europa, ed influenzò i decori delle chiese; venne ben presto affiancato dal rococò che con le sue linee curve ben si integrava con la pittura decorativa della tradizione norvegese. Nello stile decorativo norvegese vennero integrati elementi da tutti questi stili, arte medievale compresa, utilizzando colori vividi e creando così uno stile unico e spesso giocoso.
Le case rurali fino al XVI secolo erano in legno, per lo più prive di finestre essendo il vetro un materiale di lusso, prive di camino e quindi con pareti annerite dalla fuliggine; l'unica decorazione degli interni era l'affissione alle pareti di tessuti decorati in occasione delle festività. Alla fine del XVI secolo si diffusero l'uso del camino, delle stufe e del vetro che divenne più economico e che permise di aggiungere delle aperture e quindi più luce ai locali; le case vennero ampliate aggiungendo stanze senza camino per l'uso estivo; si iniziò a ripulire e riverniciare gli interni delle case creando la base per decori. 
La moda di decorare gli interni delle case si originò nelle città delle zone costiere; da qui gli artisti si spostarono nell'interno per decorare le chiese e le case delle famiglie benestanti. Eventi storici vari, fra i quali la fine della Lega anseatica, determinarono infatti un progressivo miglioramento delle condizioni economiche anche nelle aree interne. Questo fece sì che i proprietari delle fattorie più grandi furono in grado di far decorare gli interni delle loro case da artisti ai quali offrivano ospitalità, mentre i meno facoltosi ricorrevano ad artisti e artigiani locali. L'incontro tra gli artisti venuti dai centri urbani e gli artisti locali delle zone rurali contribuì all'evoluzione e alla diffusione del rosemaling nelle aree interne e in quelle montuose più remote; queste sono le aree in cui lo stile fiorì e prosperò più a lungo; il rosemaling integrò i motivi e gli stili delle diverse aree geografiche creando diversi stili di decorazione.

## Stili

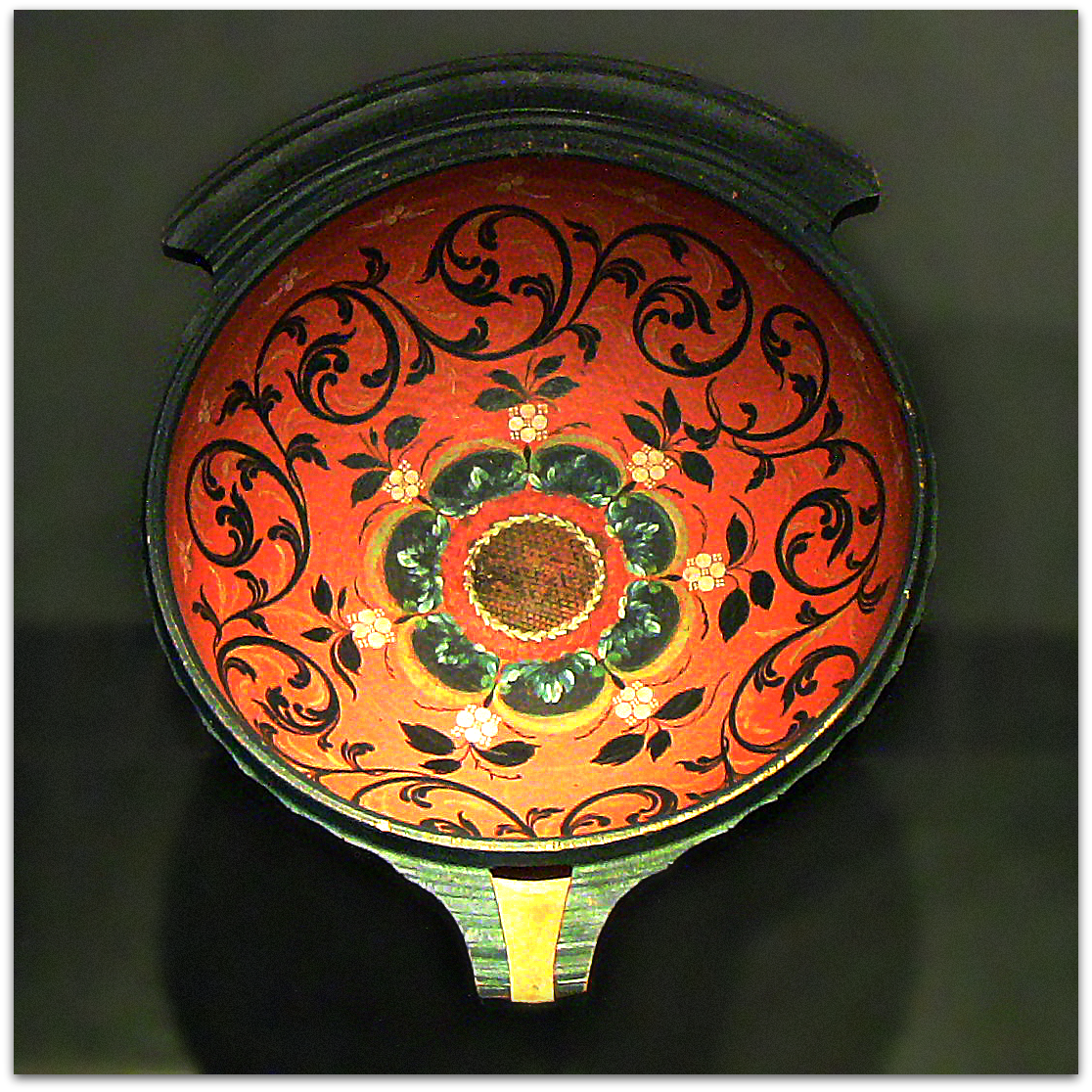
Un piatto decorato nello stile Hallingdal

Benché talvolta i diversi stili sviluppatisi in aree diverse siano difficili da delimitare per le frequenti influenze reciproche dovute agli artisti itineranti, sono però individuabili caratteristiche tipiche dei diversi stili regionali:
- Telemark: è lo stile più popolare, i motivi non sono simmetrici, ma mostrano foglie e fiori che nascono o si snodano da uno disegno centrale. Anche i fiori sono irregolari e più fantasiosi che realistici. I colori sono più frequentemente traslucidi che densi e opachi.
- Hallingdal: i decori si sviluppano intorno ad un grande fiore centrale, i motivi sono simmetrici, lo sfondo è spesso rosso e vi è un abbondante uso del nero per i dettagli. Era spesso usato per decorare pareti e soffitti.
- Valdres: è lo stile in cui i fiori sono più realistici, rose e tulipani sono spesso raccolti in mazzi o in vasi e decorati da lunghe foglie, lo sfondo è per lo più il blu
- Rogaland: è lo stile più essenziale, l'elemento dominante sono i fiori che si sviluppano in modo simmetrico da un elemento centrale dominante e pone meno enfasi su fronzoli e fogliame. I fiori sono spesso tulipani o rose con quattro o sei petali. I colori sono densi e opachi e gli sfondi sono scuri.
- Agder: di questo stile si distinguono le varianti Vest-Agder, Aust-Agder e Setesdal (che è la vallata che separa le due precedenti); gli stili, con piccole differenze locali, sono caratterizzati da fiori ovali e simmetrici, di solito di colore chiaro su una base scura, frequente l'uso di decori a goccia ("lacrime"); i decori sono realizzati con pochi colori e spesso il fogliame è dipinto in due tonalità.
- Gudbrandsdal: lo stile nasce dall'intaglio del legno e ne riproduce i motivi; la foglia d'acanto è il tema centrale intorno a cui si sviluppa un abbondante uso di ghirigori e foglie, meno frequente l'uso dei fiori che se presenti, (tulipani e rose) hanno sei o otto petali. I motivi sono spesso asimmetrici. Frequente l'uso di scene figurative. I colori sono tenui e sono presenti ombreggiature sotto le foglie. In quest'area vi è una lunga tradizione di rosemaling ed è qui che si diffuse dalle chiese alle fattorie.
- Os: lo stile dello Hordaland caratterizzato dalla prevalenza di fiori; i motivi possono essere simmetrici o asimmetrici, sono usate anche forme geometriche. Gli sfondi sono spesso rossi, neri o bianchi con uso di colori chiari e vivaci.
- Viksdal: caratterizzato dall'uso intricato del disegno a S o a spirale intrecciata. Il colore di base è spesso rosso ruggine, blu cobalto, nero o non verniciato. Da questo stile è derivata una tecnica di decorazione propria chiamata Viksdalsmaling
- Romsdal: simile allo stile Gudbrandsdal; fiori, animali e semplici ghirigori sono dipinti su sfondi scuri.

## Negli Stati Uniti
La moda decorativa del rosemaling era al suo picco nell'epoca in cui vi fu un'ondata migratoria verso gli Stati Uniti dalle aree interne della Norvegia; le aree in cui si insediarono i migranti furono soprattutto gli stati del Midwest, Wisconsin, Illinois, Iowa, Minnesota. La tecnica si diffuse nelle aree di insediamento entrando a far parte dei corsi di "art and crafts" e delle tecniche tipiche dell'arte folk statunitense.